# Округ Рихнов на Књежној
Округ Рихнов на Књежној (чеш. Okres Rychnov nad Kněžnou) је округ у Краловехрадечком крају, у Чешкој Републици. Административно средиште округа је град Рихнов на Књежној.

## Становништво
Према подацима о броју становника из 2012. године округ је имао 79.086 становника.